# Бутово
Бу́тово — историческая местность к югу от МКАД. Включает два района Москвы: Северное и Южное Бутово Юго-Западного административного округа. Бывший посёлок городского типа Ленинского района Московской области РСФСР, включённый в Москву в 1984—1985 годах. К востоку, по другую сторону от Варшавского шоссе, в западной части современного Ленинского городского округа Московской области, находится одноимённый посёлок городского типа (до 2019 года — деревня, ранее — сельцо) Бутово. Сельцо являлось первоначальным топонимом.
Районы Бутово являются спальными. Отсутствие крупных промышленных предприятий, близость лесных массивов (Битцевский и Бутовский лесопарки), а также обширные парки среди городской застройки способствуют сохранению благоприятной экологической обстановки; местность является одной из самых экологически чистых в Москве.
Население Бутова, входящего в состав Москвы, на 1 января 2024 года составляло 308 632 человека, в том числе:
- Северное Бутово — 97 516,
- Южное Бутово — 211 116.

## География
Бутово расположено на Теплостанской возвышенности, самом высоком месте Москвы (абсолютные высоты до 260 м). От Бутовского леса (высота 228 м) к бывшему дачному посёлку Бутово идёт плавное понижение местности. В некоторых местах на поверхность выходят известковые породы, состоящие из кальцита и иногда арагонита, часто с примесью доломита, глинистых и песчаных частиц.

## Гидрография
На территории Бутова расположено большое число водных объектов:
Северное Бутово
- Река Битца. Протекает через территорию района с северо-запада на юго-восток.
- Система из нескольких прудов и малых рек вблизи усадьбы Знаменское-Садки. Декоративный Большой Знаменский пруд и пруд Старая Битца образованы рекой Битцей. Здесь долина реки особенно живописна и объявлена памятником природы[7]. В этом же районе в Битцу с севера впадает Комаровская речка, на которой и рядом с которой расположены Верхний Малый Знаменский и Нижний Малый Знаменский пруды и Комаровский пруд. Правым притоком Битцы в районе усадьбы является Садновский овраг. Расположенный ниже по течению Битцы пруд Старая Битца имеет площадь 0,4 га и назван по реке[5].
- Каскад Качаловских прудов (Верхний, Малый, Большой и Нижний), образованный рекой Битцей. Вокруг прудов образованы Бутовский парк и парк Битца.
- Три пруда на территории Ботанического сада ВИЛАР.
- Небольшой Салтыковский пруд (6-й и 6-й А микрорайоны Северного Бутова).
- Небольшой Верхний Салтыковский пруд (7-й микрорайон Северного Бутова).
- Два небольших пруда на Киовском овраге.
- Небольшой Северный Полянский пруд на Новобутовской улице у въезда в Южное Бутово.

Южное Бутово
- Небольшой Восточный Полянский (Салтыковский) пруд на северо-востоке района.
- Река Гвоздянка (приток Пахры). Протекает на северо-востоке района. Исток рядом со станцией Бутово. Образует каскад прудов.
- Несколько прудов на востоке района, вблизи микрорайонов Посёлок Бутово, Щербинка, посёлков Липки и Милицейский.
- Река Лопенка (приток Пахры) на юго-востоке района. Исток рядом с деревней Новокурьяново[8].
- Два Захарьинских пруда в деревне Захарьино, образованные на реке Лопенке.
- Река Мовья на юге района. Протекает через деревню Староникольское.
- Староникольский пруд, образованный рекой Мовьей.
- Левый приток реки Чечёры, протекающий через деревню Щиброво. Образует каскад небольших прудов.
- Чечёра (приток Цыганки) на юго-западе района. Исток в СНТ «Радист — Южное Бутово»
- Чечёрский пруд у истока реки Чечёры.
- Река Корюшка (Чернёвка; приток Цыганки) на западе района. Исток в Бутовском лесопарке.
- Каскад Гавриковских прудов (Верхний, Средний и Нижний), образованный рекой Корюшкой. Вокруг прудов образованы два парка, в том числе вокруг Нижнего Гавриковского пруда — ландшафтный парк «Южное Бутово».
- Каскад Черневских прудов (Верхний, Средний и Черневский), образованный рекой Корюшкой. Вокруг прудов образованы два парка, в том числе вокруг Верхнего и Среднего Черневских прудов — парк Южное Бутово. Черневский пруд является крупнейшим водоёмом Бутова.
- Река Цыганка (приток Сосенки) на западе района.
- Каскад Потаповских прудов (КЖК «Потапово»), три пруда.

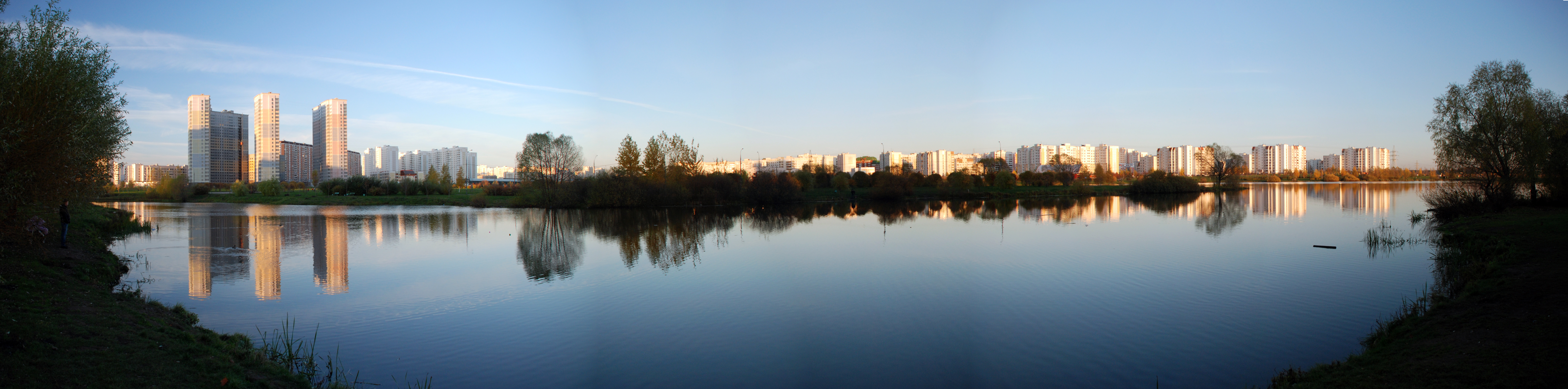
Черневский пруд и Южное Бутово

## Экология
Благоприятная экологическая ситуация обусловлена отсутствием промышленных предприятий (исключение составляет восточная территория, где функционировали Бутовский комбинат и химический завод, который в настоящее время не работает) и преобладающей розой ветров со стороны Московской области.

## Название
Деревня, или сельцо Бутово дала название остановочному пункту Бутово (с 1869), вокруг которого вырос посёлок Бутово (статус дачного посёлка — с 1938, рабочего посёлка — с 1966), вошедший в состав Москвы в 1984—1985 годах и давший названия современным районам Москвы Северное Бутово и Южное Бутово. Деревня Бутово продолжала существовать на территории Московской области и в 2019 году получила статус посёлка городского типа (не следует путать с посёлком городского типа Бутово, включённым в состав Москвы).
По мнению географа Е. М. Поспелова, название деревни связано с некалендарным личным именем Бут (диалектное ниж.-арз. «бут» — «слепень, овод»), ср. крестьянин Бут, 1485 год, драгун Гаврилко Бутов, 1649 год. Также название может восходить к образованной от имени фамилии Бутов.
По другой версии название связано с бутом, бутовым камнем (доломит, известняк или песчаник), добывавшимся на данной территории. В «Энциклопедическом словаре Брокгауза и Ефрона» (1891) указано: «Бутово — станция Московско-Курской железной дороги, в 29 верстах к югу от Москвы. Большая отправка в Москву плитняка, так называемого подольского мрамора, извести и цемента».
Название сельца Бутово, железнодорожной станции, посёлка и вернакулярного района отражены в ряде топонимов:
- Населённый пункт Ленинского городского округа Московской области: рабочий посёлок Бутово (бывшая деревня, ранее — сельцо Бутово)
- Районы Москвы: Северное Бутово, Южное Бутово
- Территориальный отдел Ленинского городского округа: Бутовский
- Улицы Москвы: Большая Бутовская улица, Бутовская улица, Новобутовская улица, Новобутовский проезд, Южнобутовская улица, Бутовский тупик, улица Бутовское Кольцо
- Жилой комплекс района Коммунарка: Бутовские Аллеи
- Жилые комплексы района Щербинка: Новое Бутово, Первый Бутовский
- Жилые комплексы района Южного Бутово: В Южном Бутово-1, В Южном Бутово-2
- Жилые комплексы Ленинского городского округа Московской области: БутовоПарк (рп Бутово), Бутово Парк 2 (рп Дрожжино), Восточное Бутово (рп Боброво)
- СНТ Ленинского городского округа Московской области: ДНТ Бутово (рп Боброво)
- ТСН ПКСТ Радист-Южное Бутово
- Другое: Бутовское кладбище, Бутовский полигон, Бутовский лесопарк, Бутовская линия московского метрополитена, МЦД Бутово, ландшафтный парк «Южное Бутово», автодорога Солнцево — Бутово — Варшавское шоссе, Бутовское кольцо.
- Подольск: Бутовская улица

## История
В древности местность покрывал глухой лес с оврагами и речками. Позднее ценные породы деревьев (дуб, ясень, липа) вырубались для строительства, уступая место берёзе. Деревни и сёла в этой местности то появлялись, то исчезали. Лишь начиная с XVI—XVII веков стали формироваться сёла и деревни, сохранившиеся вплоть до начала массовой застройки Бутова. Крестьяне занимались земледелием, рыболовством и другим промыслом. Сеть поселений на реке Битце сформировалась к XVIII веку.
Сельцо Бутово известно с XVII века. Представляло собой деревню с тремя дворами, которыми владел дьяк Пётр Самойлов. Позже деревней владел московский дворянин Юрий Фёдорович Митусов.
В середине XVIII века Бутовом владел подпоручик лейб-гвардии Семёновского полка Иван Александрович Протопопов, а затем оно перешло его вдове Прасковье Денисовне Протопоповой. «Экономические примечания» 1770-х годов дают развернутую картину её имения:
Сельцо Бутово… расположено на суходоле. Господский дом деревянный, при нём пруд рытой, в котором рыба: плотва, окуни, караси. Земля сырая, на ней лучше родится рожь, овёс, а пшеница и сенные покосы посредственно. Лес берёзовый и осиновый, к строению годный, в 6 и 7 саженей высотой. В нём звери: волки, лисицы и зайцы; птицы: тетерева, куропатки, скворцы и дрозды… Крестьяне состоят на изделье [на оброке]. Землю пашут на помещицу по 8 десятин в поле, а промышляют хлебопашеством, к чему они радетельны. Землю, как помещичью, так и свою всю запахивают. Женщины сверх полевой работы прядут лён, шерсть, ткут полотна и крестьянские сукна для своего употребления.
В 1790 году владельцем Бутова стал архитектор Борис Иванович Поляков. По ревизии 1795 года в сельце Бутове за ним числилось 18 крепостных крестьян. К 1820-м годам он расширил своё имение покупкой соседних села Кирво и деревни Поляны. В это время здесь имелось уже 100 душ. В середине XIX века в Бутове имелось 6 дворов, в которых жили 28 мужчин и 38 женщин.
В 1845—1846 годах было проложено Варшавское (Симферопольское) шоссе, после чего по его сторонам возникли новые поселения, постоялые дворы, трактиры, лавки, кузницы, обслуживающие проезжающих. Позднее была проложена Московско-Курская железная дорога, открытая в 1866 году. По просьбам местных землевладельцев с лета 1868 года дачные поезда начали делать кратковременную остановку на 28-й версте от Москвы. В 1869 году на этом месте была устроена полустанция Бутово, вокруг которой сформировалась дачная местность Бутово, включавшая примерно из 30 дач, образовавших небольшие посёлки: Елизаветинский, Михайловский, Дубки. Одновременно происходил рост населения в населённых пунктах по берегам Битцы.
В XIX веке Бутово входило в состав Сухановской волости Подольского уезда. В 1899 году здесь проживало 38 человек.

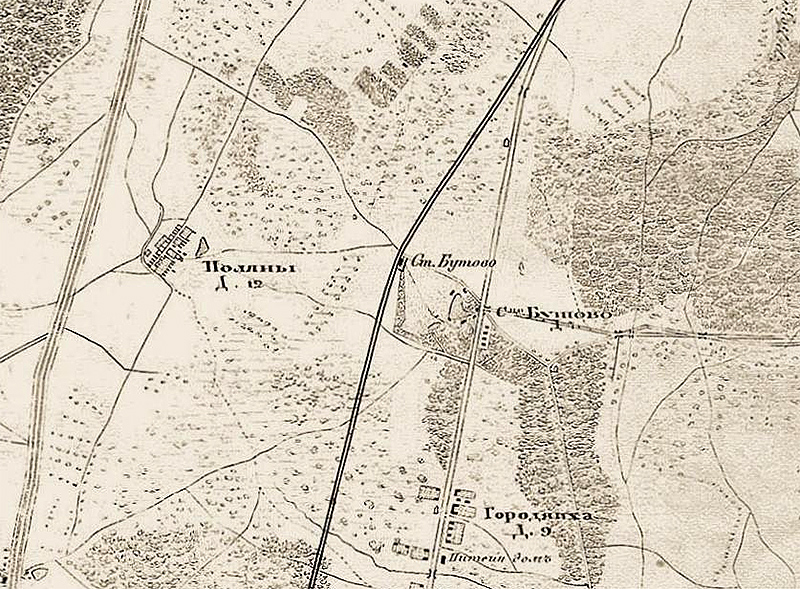
Бутово и деревня Поляны на карте 1878 года

После прокладки железной дороги начали появляться промышленные предприятия. 29 января 1876 года московский купец 2-й гильдии Александр-Рейнгольд Абельс купил землю под строительство кирпичного завода. Сделка совершилась с уполномоченным от общества крестьян-собственников сельца Бутова Сухановской волости Подольского уезда Дмитрием Михайловым. Построенный завод (ныне Бутовский комбинат) продолжает работать и в настоящее время. В 1886 году был основан кирпичный завод временного московского купца В. А. Александрова. В 1915 году завод перешёл в собственность Торгового дома братьев И. и Г. Бабаевых. В 1916 году в нём открыто мыловаренное и сыротопенное производство, снабжавшее продукцией армию.
В 1904 году по территории нынешнего Южного Бутова пронёсся ураган. По рассказам старожилов, стихия не только срывала крыши с домов, но и вырывала малышей из рук мам и детей, а одного священника буря якобы подняла над домами и донесла до самого храма.
В начале XX века всё пространство посёлка входило в небольшой лесной массив, прорезанный дорогами и тропинками от Бутова до деревни Поляны и деревни Чернево. Около железной дороги местность посёлка имела дачный характер. В посёлке и вокруг него были расположены деревянные дачи, обрамлённые деревьями, расположенные на лесных дорогах и соединённые дорогами и пешеходными тропинками. Размеры этих дач и внешний вид представляли домики размером 70—80 м² с мезонинами наверху, открытыми террасами. Все дачи окаймлялись кюветами и изгородями. По условным пунктам снаряжались сторожевые пикеты с собаками. Проход для посторонних через посёлок был закрыт. Возле тропинок были разбиты цветники и клумбы.
Имением Бутово владел предприниматель Николай Александрович Варенцов, способствовавший утверждению на российском рынке среднеазиатского хлопка.
После революции дачи и заводы были национализированы. В 1923 году завод Бабаевых был остановлен. Перепись 1926 года зафиксировала в деревне Бутово 15 дворов, где проживали 46 мужчин и 44 женщины, а на станции Бутово в доме железнодорожников жили 25 мужчин и 20 женщин.
12 июля 1929 года Бутово в ходе административной реформы вошло в состав в новообразованного Ленинского района Московского округа Московской области.

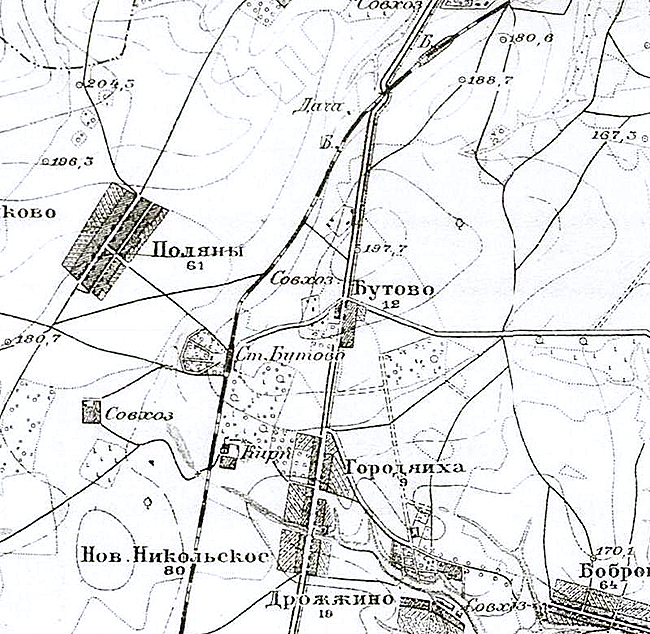
Бутово и деревня Поляны на карте 1930 года

На рубеже 1920—1930-х годов один из путеводителей отмечал:
Станция Бутово. На 30-м километре от Москвы… 1 час 12 минут езды. Влево от станции обсаженная дорога по краю густого тёмного леса через километр приводит в деревню Бутово. Её дома вытянулись в одну линию по Серпуховскому шоссе. Рядом большой кирпичный завод… Вправо от станции, среди прекрасного парка с большим прудом раскинулся новый дачный посёлок. В пруду много карасей… Торгует магазин сельпо с хлебным отделением. Есть хлебная палатка и у станции. Продажа керосина… Амбулатория и аптека в Бутове. Поблизости от платформы временно бездействует мыловаренный и свечной завод.
С 1930 года до начала массовой застройки района работал экологически чистый приёмный радиоцентр. Пункт радиоконтроля по своему назначению также приёмный, то есть неизлучающий радиосигналов в атмосферу.
В 1930-е годы было восстановлено кирпичное производство, а также открыты металло-штамповочное, зеркально-шлифовочное, обувное, трикотажное и швейно-галантерейное предприятия.
Со временем на территории Бутова возникали новые дачные посёлки. В 1937 году в районе Елизаветских дач был построен Елизаветский посёлок. В 1939 году на месте дубовой рощи построили другой, получивший название Дубки. Деревни и сёла (Поляны, Гавриково, Чернево, Язово, Щиброво) соединяли со станцией Бутово и между собой дороги и тропинки.
В период сталинских репрессий рядом с Бутовом на Бутовском полигоне НКВД проводились массовые расстрелы и захоронения. Согласно результатам исследований архивно-следственных документов, здесь в 1930—1950-х годах были расстреляны более двадцати тысяч человек: 20 761 расстрелянный в августе 1937 — октябре 1938 годов (время большинства казней) известен поимённо.
В 1938 году посёлок при станции Бутово был переведён в статус дачного посёлка.
После Великой Отечественной войны население посёлка продолжило расти. Помимо Бутовского кирпичного завода, преобразованного в комбинат стройматериалов, в 1954 году в посёлке был открыт Бутовский химический завод. В 1959 года население Бутова приблизилось к 8 тысячам жителей. По переписи населения 1959 года в относившемся к сельским посёлкам (дачном посёлке) Бутово проживало 7560 жителей.

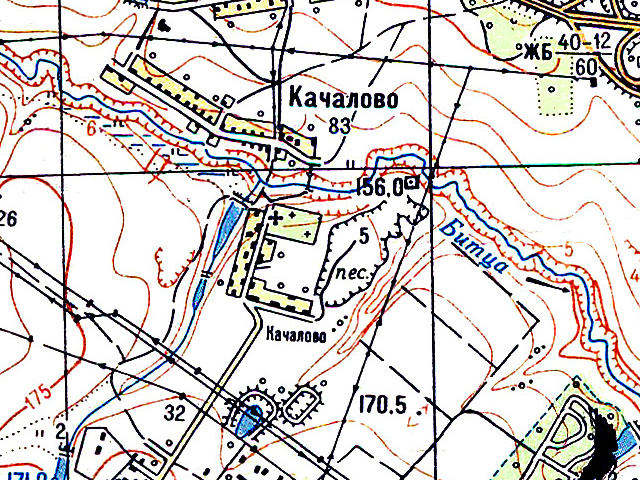
Село Киово-Качалово на карте 1964 года

17 декабря 1960 года из Булатниковского сельского совета в административное подчинение дачному посёлку Бутово была передана территория подсобного хозяйства «Бутово». В 1966 году Бутово стало посёлком городского типа как рабочий посёлок. В это время его население составляло около 9 тысяч человек. По переписи населения 1970 года в пгт Бутово проживало 8905 жителей, по переписи населения 1979 года — 7497 жителей.
19 марта 1984 года указом Президиума Верховного совета РСФСР в административное подчинение Москвы были переданы западная часть рабочего посёлка Бутово (от Симферопольского шоссе), посёлки Всесоюзного института лекарственных растений и Поляны, село Качалово, деревни Битца (Старые Битцы), Гавриково, Новокурьяново, Новоникольское, Поляны, Потапово, Староникольское, Чернево и Щиброво Ленинского района Московской области территорией общей площадью 3,1 тыс. га. 19 сентября того же года решением исполкома Моссовета и Мособлисполкома данное решение было утверждено. 12 сентября 1985 года эти территории были включены в официальные границы Советского района города Москвы, что отражает карта 1989 года издания. В 1985 году население Бутова составляло 10 тысяч человек.
Застройка Северного Бутова началась в конце 1986 года, через три года первые дома были сданы госкомиссии. Сначала здесь возводилось преимущественно социальное жильё, предназначенное для очередников и представителей льготных категорий населения. В дальнейшем освоение района встало на коммерческие рельсы, и значительную часть домов возвели жилищно-строительные кооперативы.
10 мая 1988 года указом Президиума Верховного совета РСФСР в административное подчинении Москвы была передана также часть территории Подольского района Московской области: часть города Щербинка (восточнее 29 км Варшавского шоссе, Милицейский посёлок и посёлок Липки), деревни Захарьино, Щербинка, часть деревни Захарьинские Дворики (восточнее Варшавского шоссе) с территорией общей площадью 390 га.
12 сентября 1991 года распоряжением мэра Москвы образованы муниципальные округа «Северное Бутово» («В границах осуществляемой застройки») и «Южное Бутово» («В соответствии с проектом детальной планировки»).
9 июля 1992 года в Северном Бутове начато строительство станции метро «Бульвар Дмитрия Донского» Серпуховско-Тимирязевской линии (проектное название — «Качалово»), которое вскоре из-за недостатка финансирования было заморожено.
Активная застройка Южного Бутова началась в 1994 году. Как и в Северном Бутове, первыми жителями Южного Бутова стали очередники. Позже эта местность привлекла внимание частных компаний, которые развернули в районе широкомасштабное жилищное строительство. Ежегодно в эксплуатацию вводили почти полмиллиона квадратных метров.
В первой половине 1990-х годов большую часть Северного Бутова застроили зданиями типовых серий (КОПЭ, П-44 и их современниками). В середине 1990-х были построены невысокие четырёхэтажные здания с просторными квартирами различных планировок, ставшие одними из первых российских прототипов таунхаусов. Несмотря на то, что они строились позже основной массы панельных домов, проектировщики удачно вписали их в типовую застройку.
5 июля 1995 года с принятием закона «О территориальном делении города Москвы» Северное Бутово и Южное Бутово получили статус районов Москвы. В границы последнего также включены Милицейский посёлок, Липки, деревни Щербинка, Захарьино и Захарьинские Дворики.
В 1997 году в Северном Бутове было завершено начатое в 1991 году благоустройство поймы реки Битца, каскада прудов, пешеходных мостов и дорожек. 14 августа 1997 года распоряжением Правительства Москвы «на территории, ограниченной улицами Ратная, Куликовская, Знаменские садки и бульваром Дмитрия Донского» был организован парк отдыха.
В 1999 году были снесены последние деревянные дома бывшей деревни Битца (Старые Битцы) (Северное Бутово).
В соответствии с постановлением Правительства Москвы от 28 декабря 1999 N 1234 «О Схеме градостроительного развития территорий упраздненных и существующих деревень и поселков в границах г. Москвы», в целях развития территории района Южное Бутово проведены отселение жителей и снос малоэтажных жилых домов двух бывших деревень Гавриково и Чернево.
В 2000 году был построен проезд 680 (улица Поляны), разгрузивший от транзитного транспорта Куликовскую улицу.
В 2001 году началось строительство новых зданий микрорайонов А, А1 и комплекса Гавриково.
26 декабря 2002 года была открыта станция метро «Бульвар Дмитрия Донского» (Северное Бутово). 27 декабря 2003 года был открыт первый участок Бутовской линии метро. В его состав входили 5 станций: «Улица Старокачаловская» (Северное Бутово) с переходом на станцию метро «Бульвар Дмитрия Донского» Серпуховско-Тимирязевской линии, «Улица Скобелевская», «Бульвар Адмирала Ушакова», «Улица Горчакова» и «Бунинская аллея» (Южное Бутово). 27 февраля 2014 года был открыт участок Бутовской линии до станции «Битцевский парк» с промежуточной станцией «Лесопарковая», а также пересадкой на станцию «Новоясеневская» Калужско-Рижской линии.
В начале лета 2006 года в Южном Бутове произошёл конфликт между жителями и властями Москвы, связанный с переселением горожан, проживающих в малоэтажных домах на земельных участках (район ботанического сада ВИЛАР, улица Грина, улица Богучарская), выделенных под многоэтажное строительство.
До начала массовой застройки (1992) в районе проживало 12 тысяч жителей. По состоянию на 2010 год в Северном Бутове проживало 78,4 тысяч человек, в Южном — 163,2 тысяч человек. На 1 января 2021 года население составляло в Северном Бутове — 95,6 тысяч человек, в Южном — 210,5 тысяч человек.

## Транспорт
Железная дорога долгое время являлась основной транспортной магистралью для перевозки пассажиров как в восточную и западную территории, так и в Милицейский посёлок.
Станция Бутово расположена на 30-м километре Курского направления Московской железной дороги (поездка на электричке от Курского вокзала занимает 40-50 минут).
В конце 2000 года в управу района был предоставлен проект планировки посёлка «Бутово», расположенного как на восточной, так и на западной территориях, примыкающих к железнодорожной платформе «Бутово». Проектом транспортной развязки должно быть предусмотрено первоочередное строительство дороги, соединяющей восточную и западную территории Южного Бутова.
26 декабря 2002 года введена в строй станция «Бульвар Дмитрия Донского» в Северном Бутове.
27 декабря 2003 года начала работу Бутовская линия метрополитена, состоящая из 5 станций: «Улица Старокачаловская» — соединяющая линию с Серпуховско-Тимирязевской линией Московского метрополитена, «Улица Скобелевская», «Бульвар Адмирала Ушакова», «Улица Горчакова», «Бунинская Аллея». В первом квартале 2014 года было открыто продолжение Бутовской линии, которая прошла под землёй до станции «Новоясеневская» Калужско-Рижской линии Московского метрополитена.
В настоящее время 12 автобусных маршрутов связывают Южное Бутово с другими районами Москвы и Подмосковья.

## Достопримечательности
- Бутовский полигон, урочище, в котором в 1930—1950-х годах было расстреляно более двадцати тысяч человек[21][22][23]. Рядом в 2004—2007 годах был построен храм новомучеников и исповедников Российских в Бутове (настоятель — протоиерей Кирилл Каледа)[42]. В 2003 году в память о православных святых, принявших мученическую кончину на Бутовском полигоне, Русской православной церковью был установлен церковный праздник Собор Бутовских новомучеников (4-я суббота по Пасхе).
- Усадьба «Знаменское-Садки» в Северном Бутове, на реке Битца. Усадьбой владели князья Урусовы, затем Трубецкие. В усадьбу в 1787 году приезжала Екатерина II[15]. Ныне закрыта для свободного посещения.
- Всероссийский НИИ лекарственных и ароматических растений (ВИЛАР), созданный в 1931 году и расположенный в современном Северном Бутове, на месте бывшей усадьбы Феррейнов.
- Ботанический сад ВИЛАР, основанный в 1951 году.
- Храм Великомученицы Параскевы Пятницы в Качалове. Первый каменный храм возведён в 1694 году. Нынешнее здание — в 1901—1904 годах (Старокачаловская улица, дом 8, корпус 1).
- Качаловское кладбище рядом с храмом Параскевы Пятницы. Основано в 1694 году одновременно с возведением храма.
- Храм Рождества Христова в Черневе 1709—1722 годов (Черневская улица строение 1, корпус 1).
- Храм иконы Божией Матери «Знамение» в Захарьине 1897 года (улица Николая Сироткина, дом 28А)[43].
- Храм в честь святого Феодора Ушакова (Южнобутовская улица, дом 6, рядом с бульваром Адмирала Ушакова и одноимённой станцией метро). Освящён в 2015 году[44].

## В культуре
- В Южном Бутове происходит действие импровизационного телешоу «Южное Бутово» (2009—2010).
- Александр Пушной — песня Южное Бутово[45].
- В Южном Бутове частично происходит действие уровня «Москва» в компьютерной игре «Metro Exodus».
- В Северном и Южном Бутове происходит действие романа Андрея Гребенщикова «Метро 2033: Обитель снов».

## Галерея
Северное Бутово

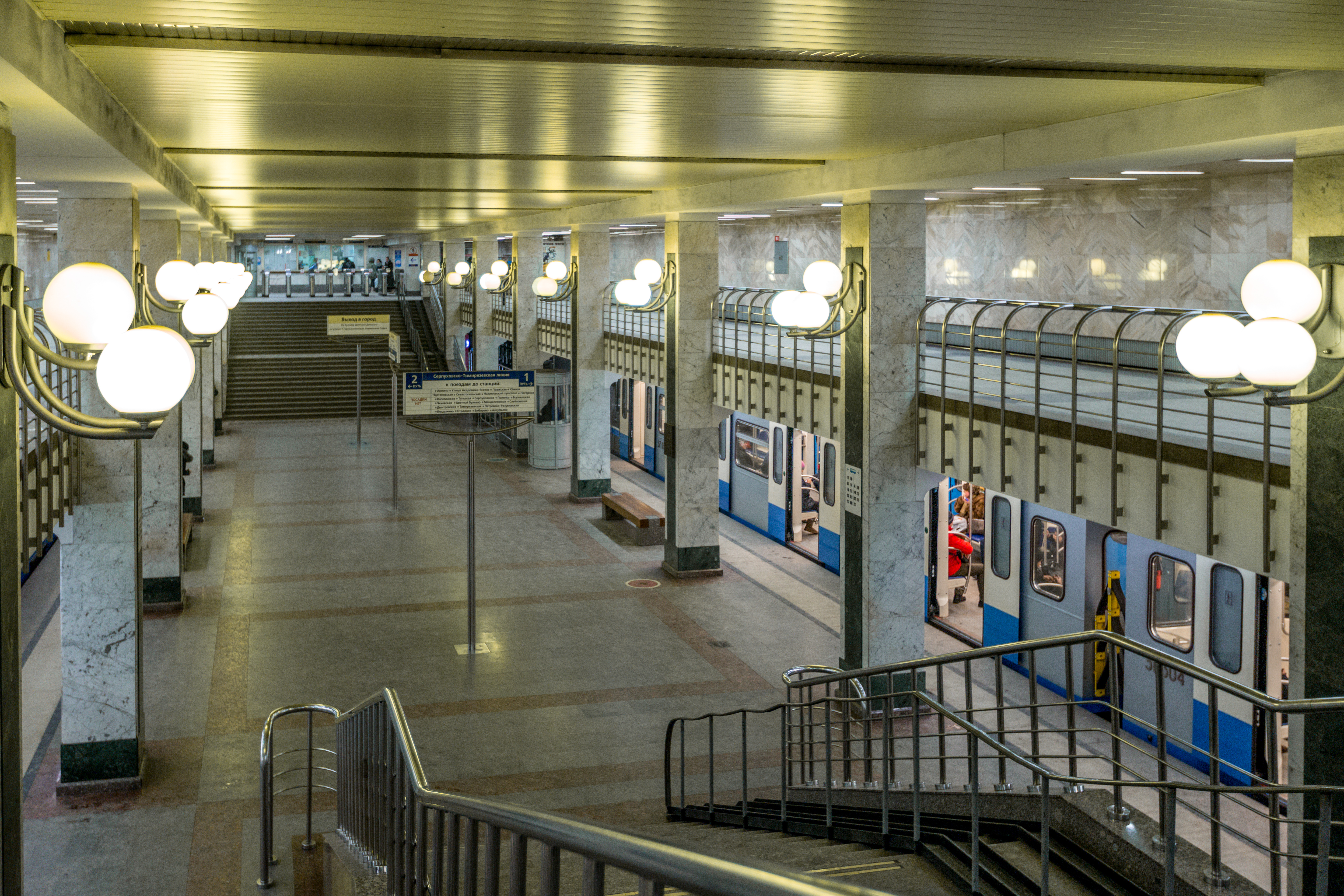
Станция метро «Бульвар Дмитрия Донского»
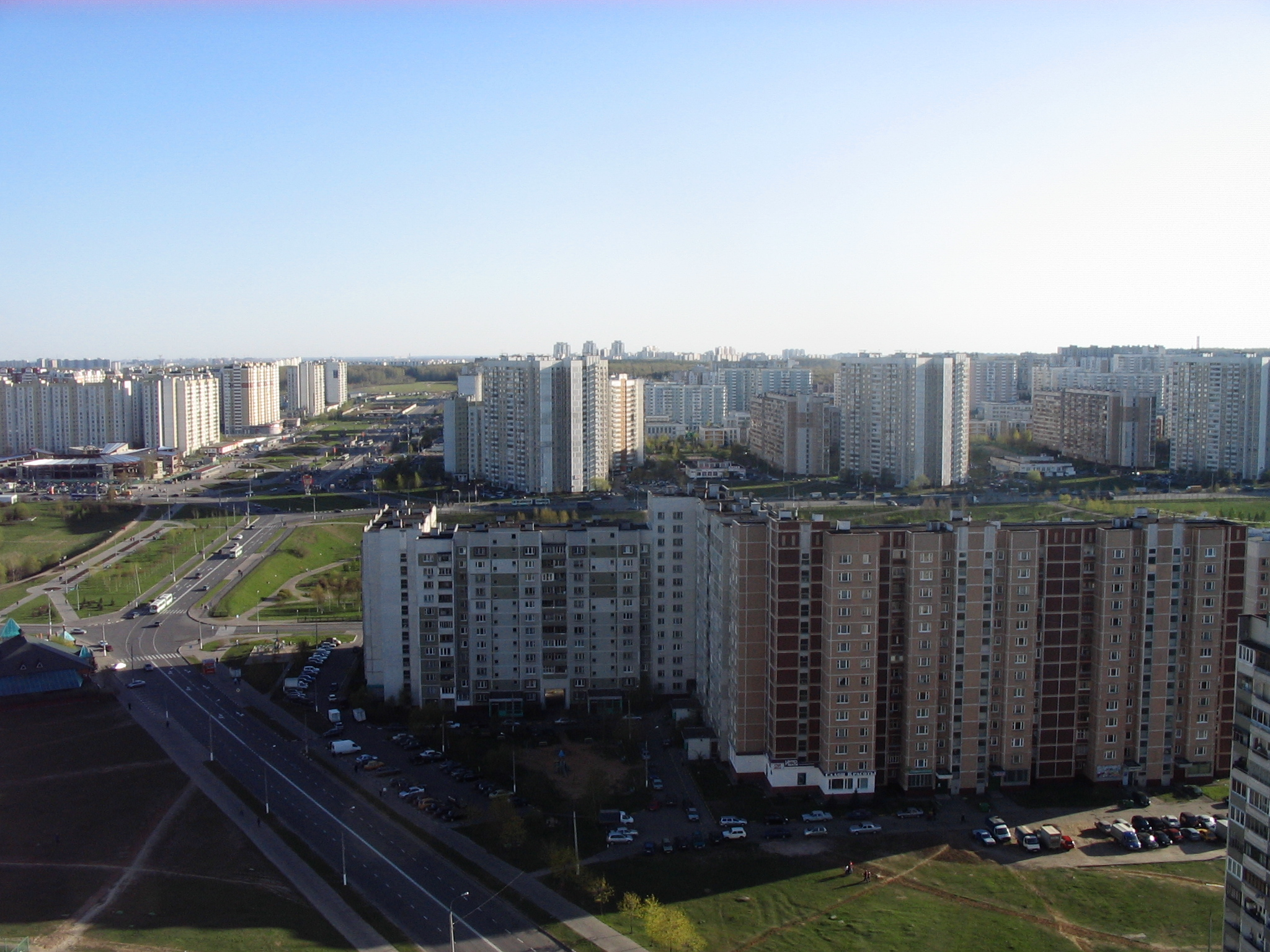
Панорама района
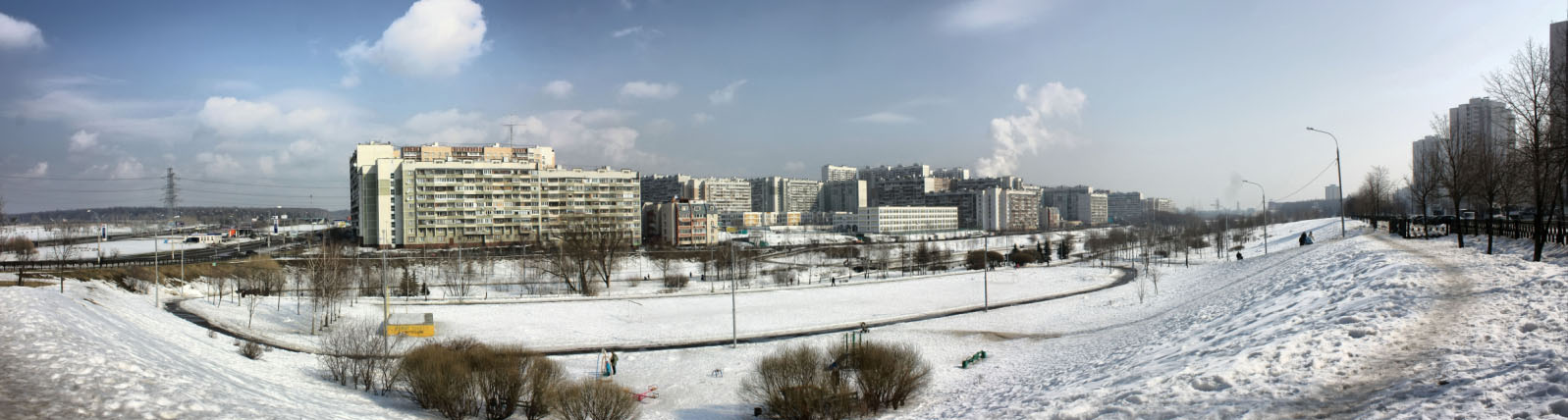
Бутовский парк
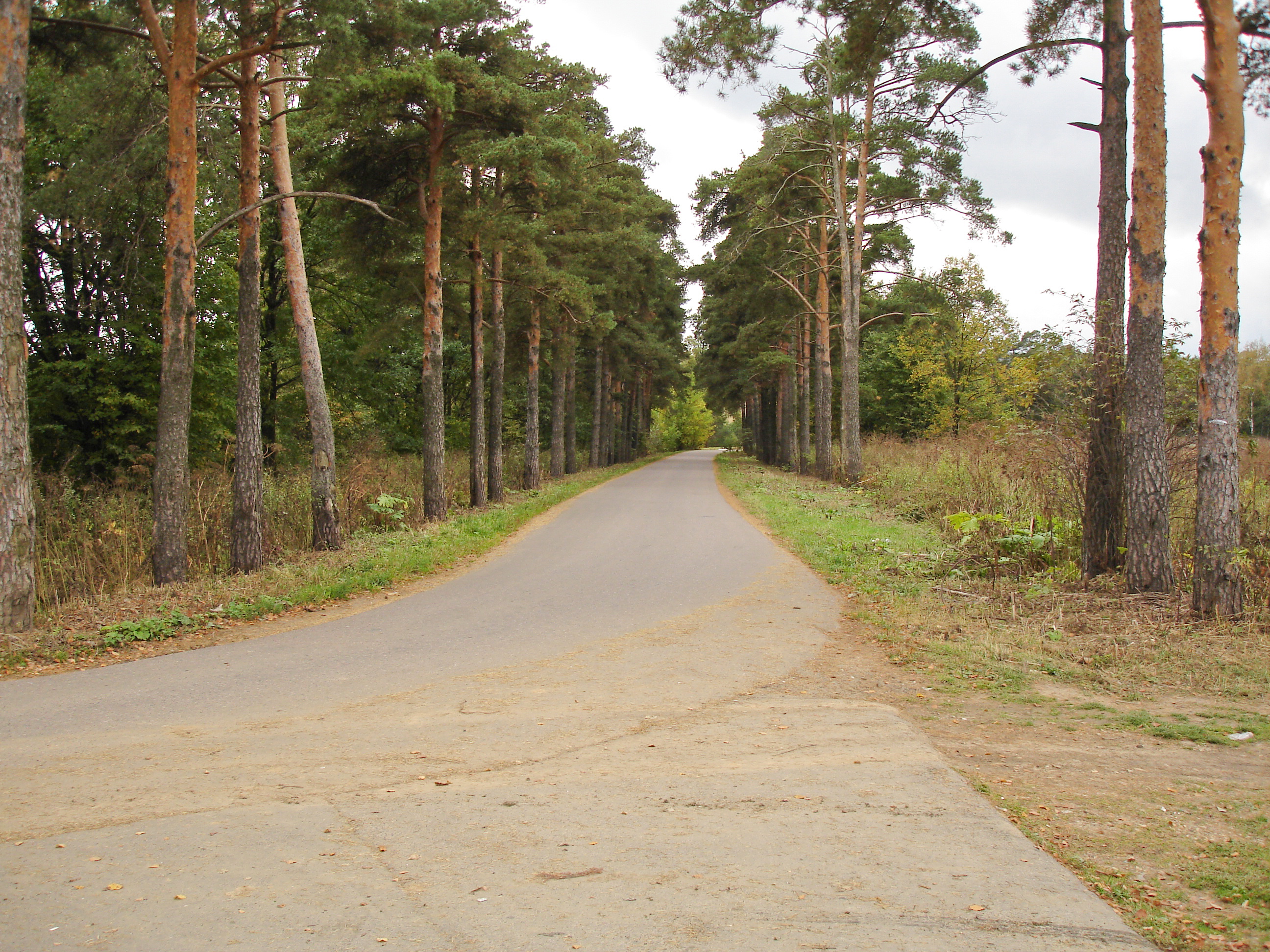
Бутовский лесопарк

Южное Бутово

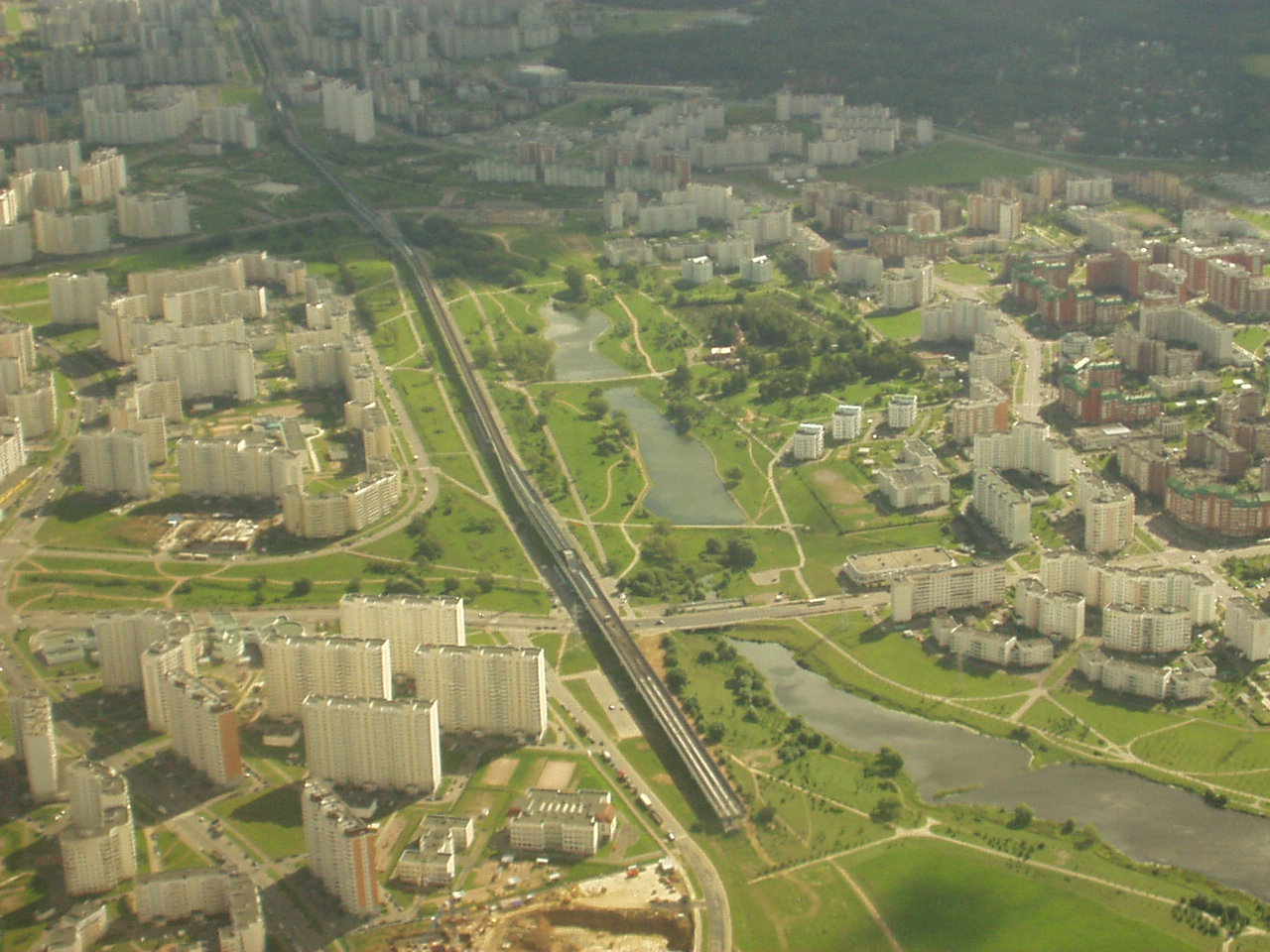
Окончание Бутовской линии Московского метро (станция метро «Бунинская аллея») и Черневские пруды
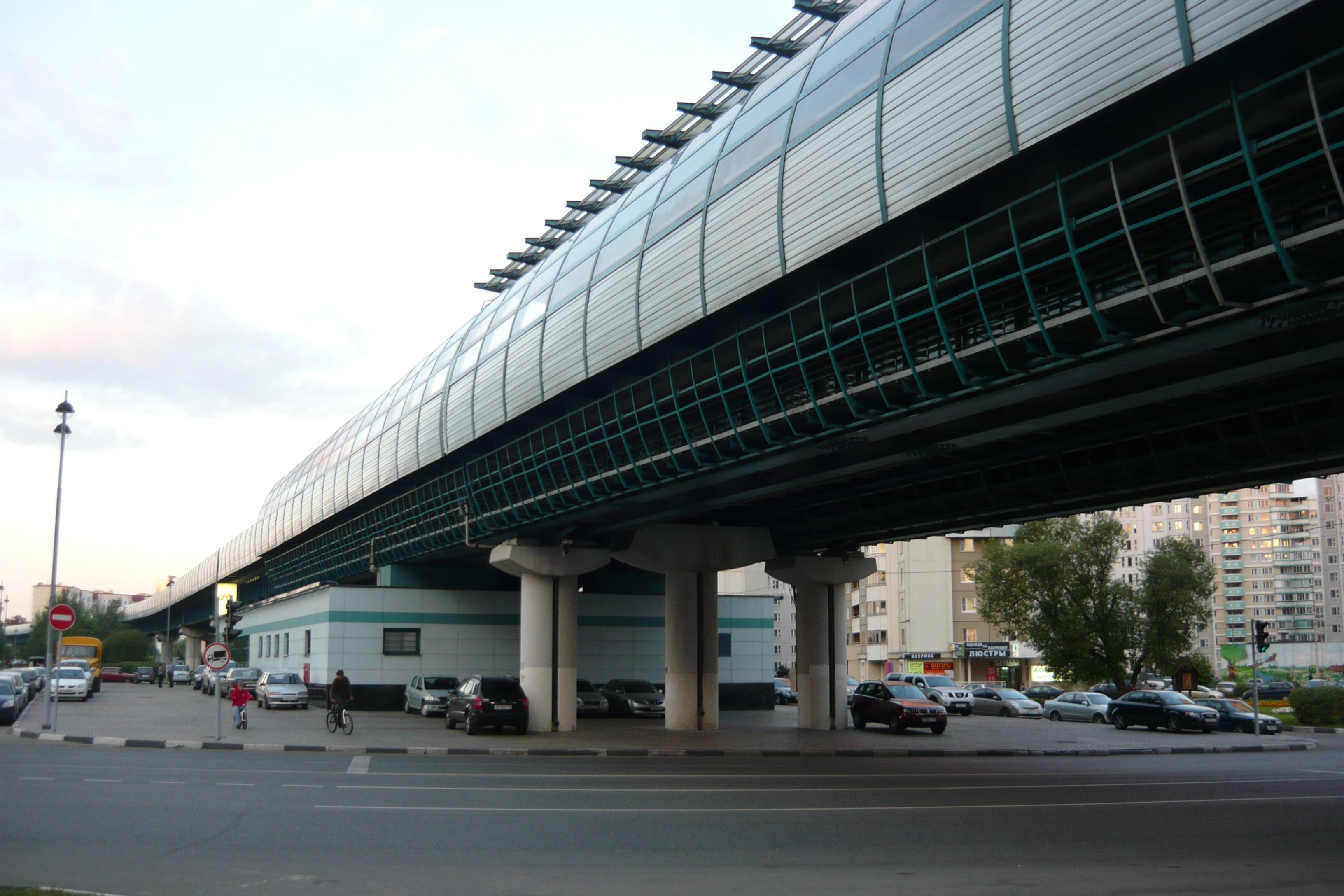
Станция метро «Улица Скобелевская»
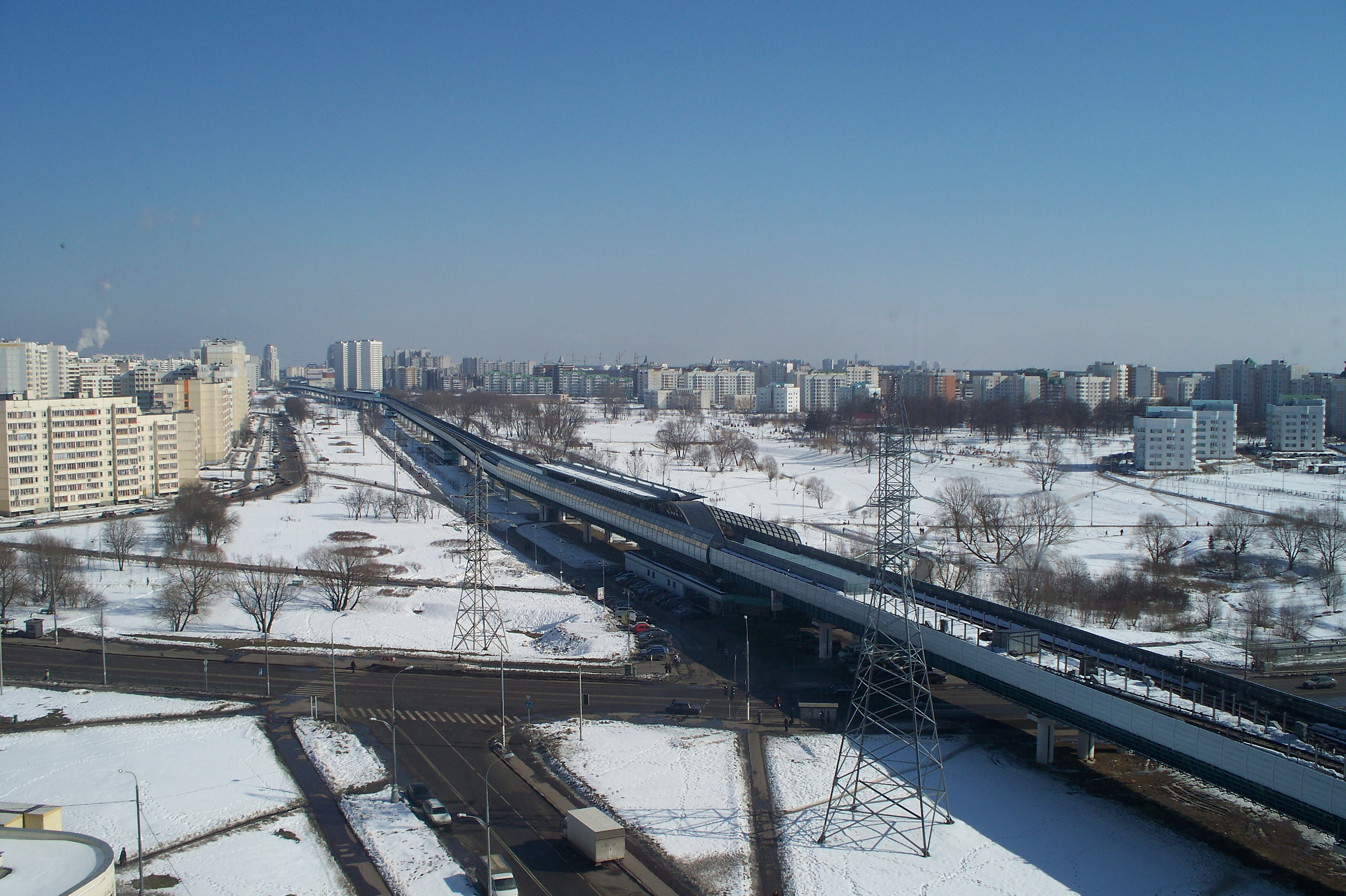
Станция метро «Бунинская аллея»
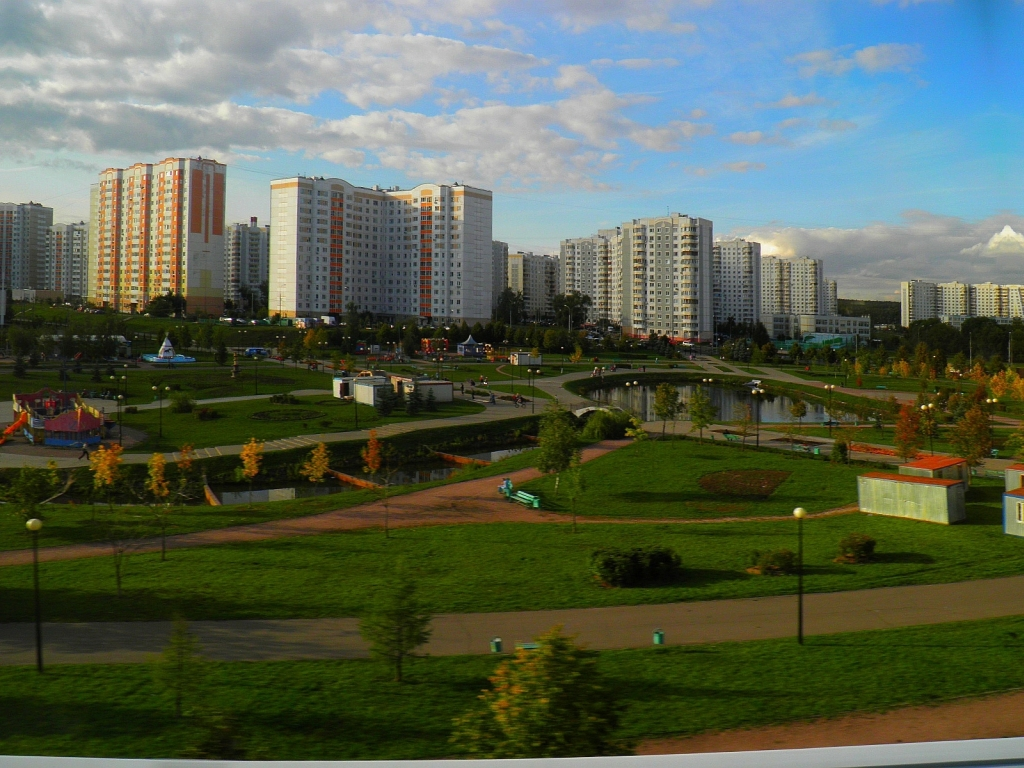
Гавриковские пруды
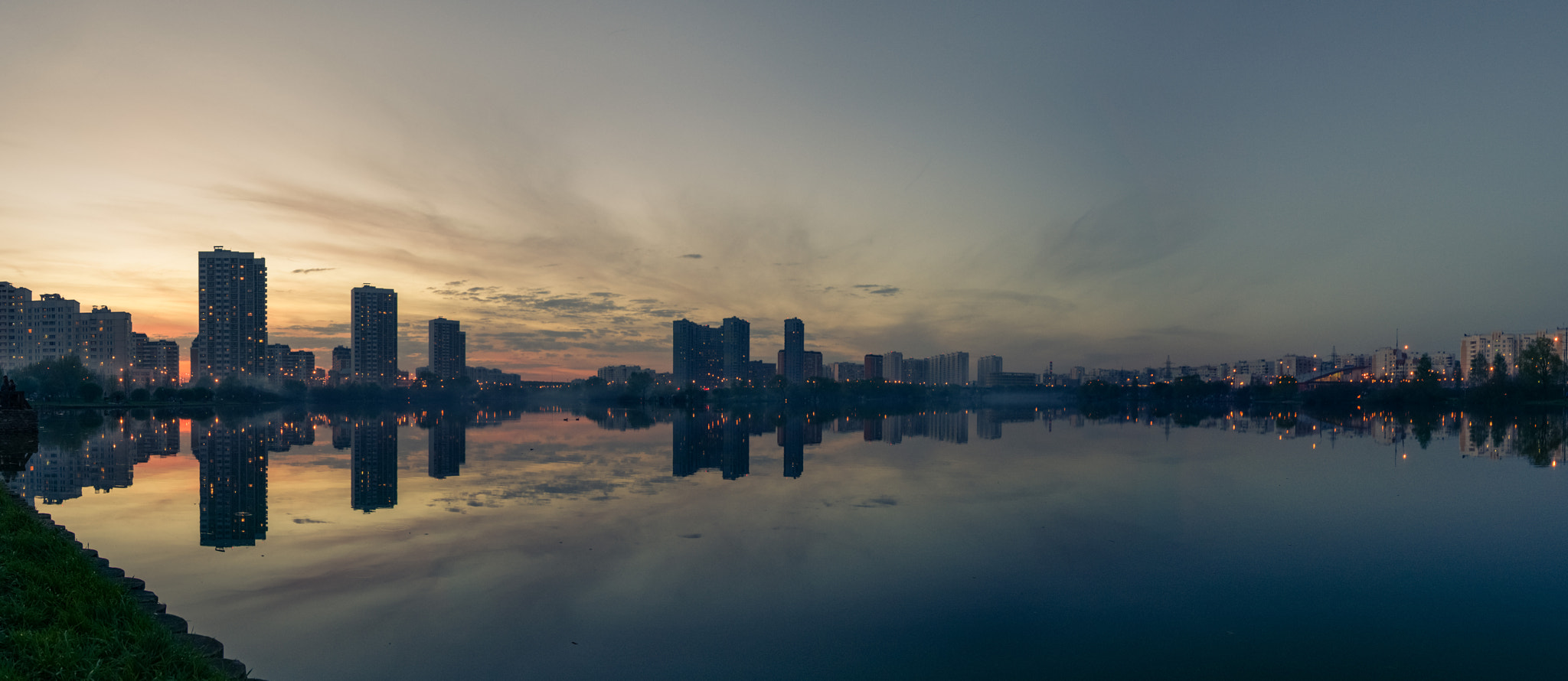
Черневский пруд
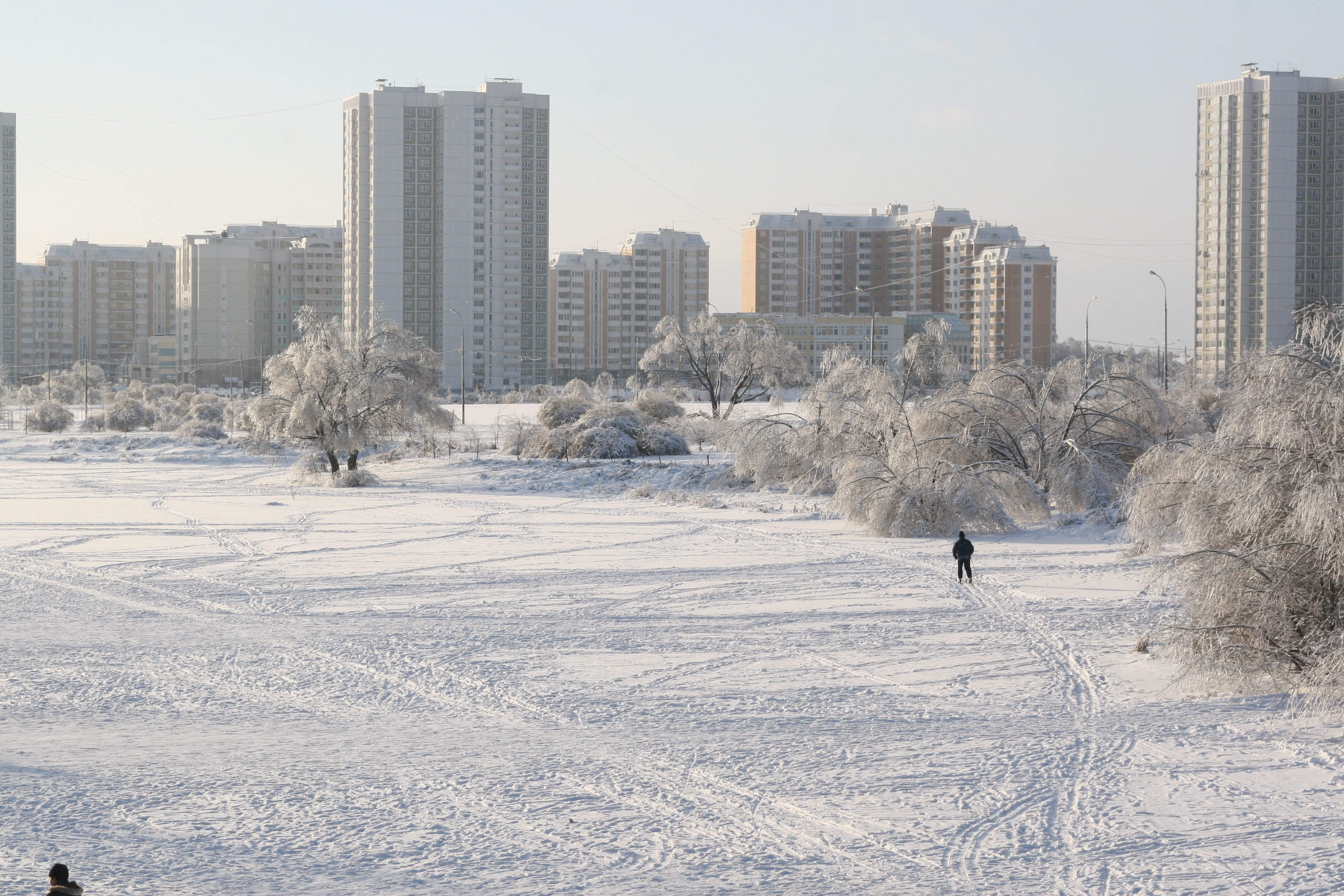
Замёрзший пруд
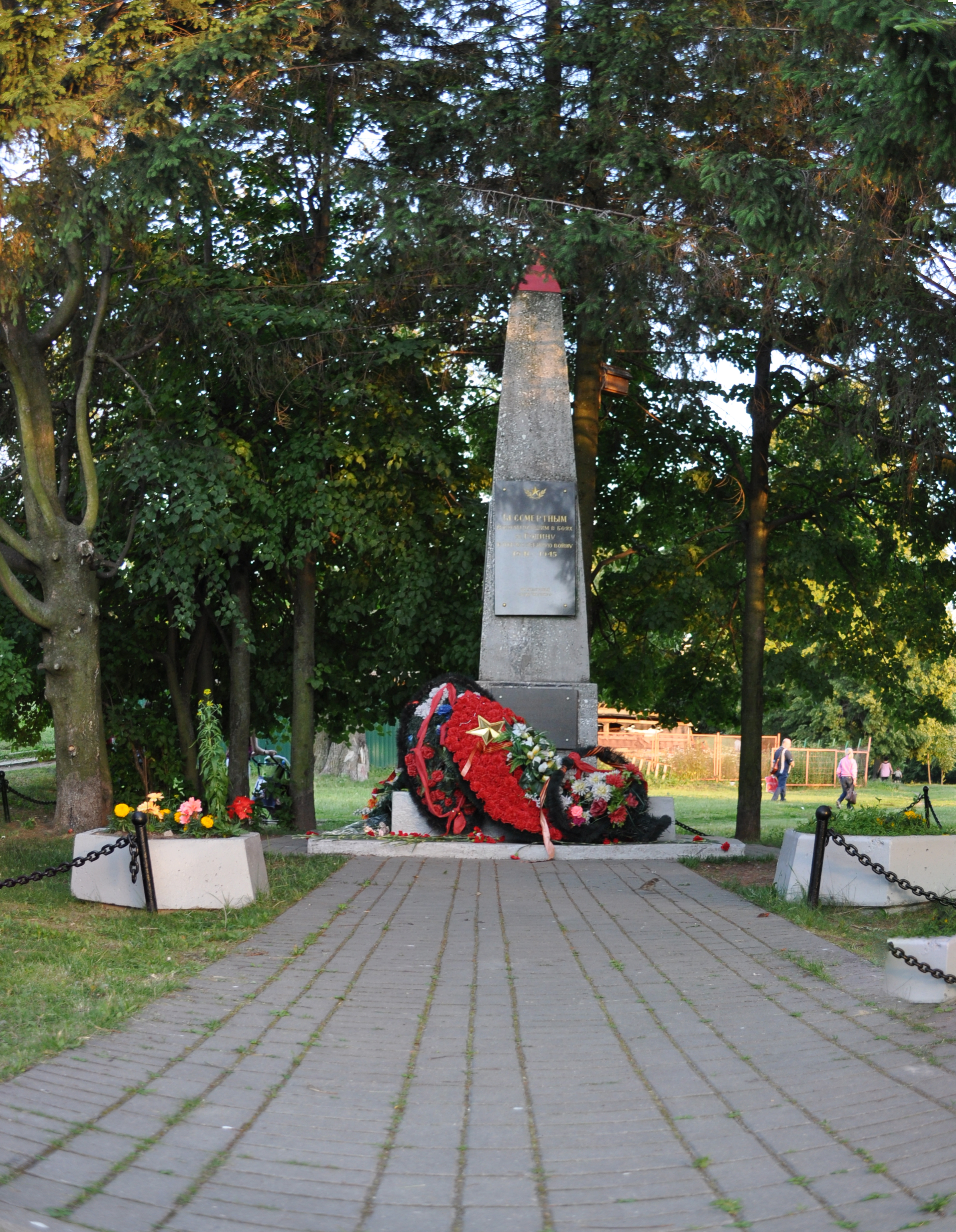
Памятник героям Великой Отечественной войны в бывшем селе Чернёво